# Dolf Cohen
Adolf Emile Cohen (Rotterdam, 4 december 1913 - Oegstgeest, 26 juni 2004) was een Nederlands historicus, hoogleraar en rector magnificus van de Universiteit Leiden. 

## Levensloop

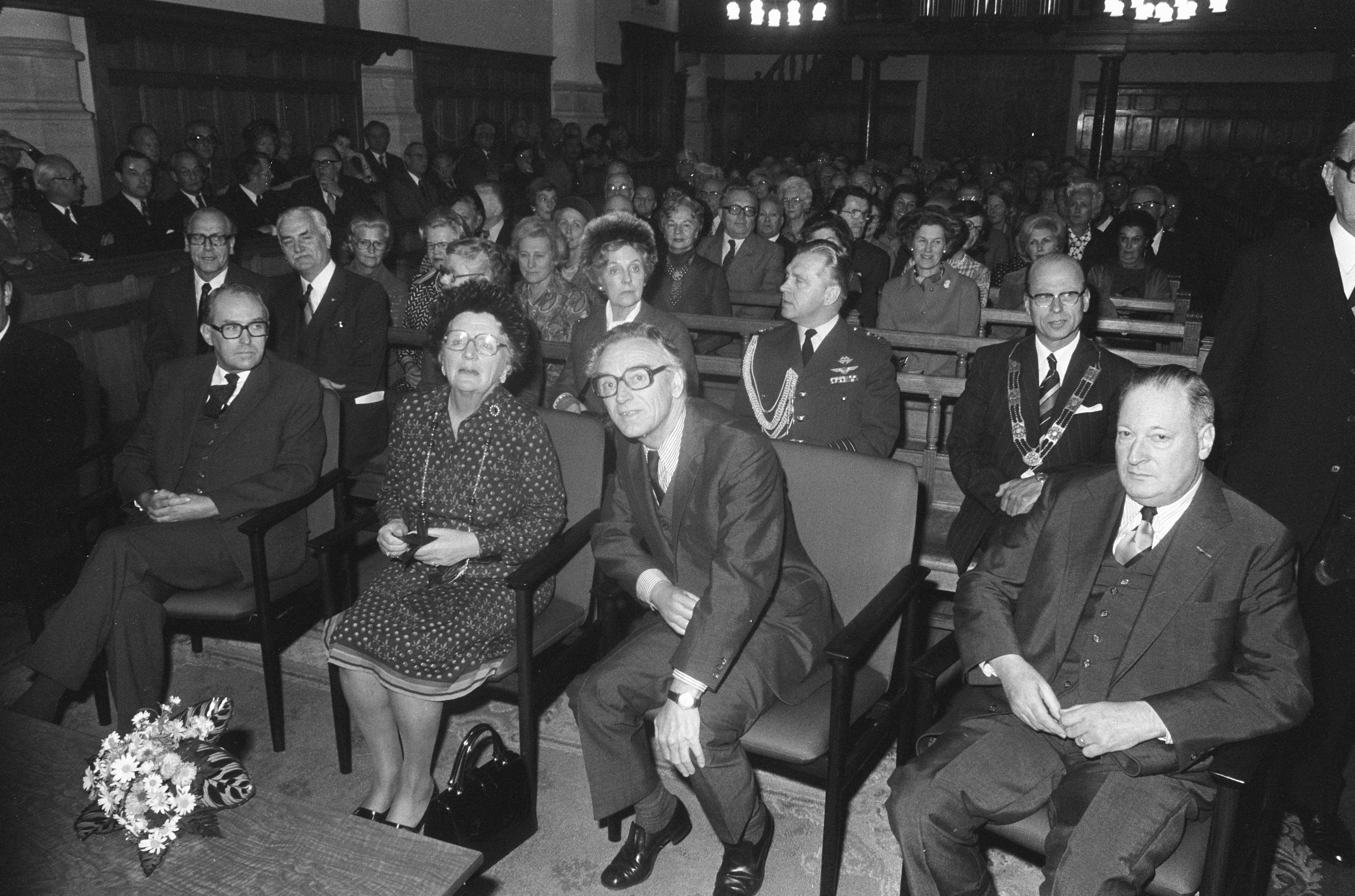
Universiteit Leiden 1975, met koningin Juliana. Cohen zittend rechts

Adolf Emile Cohen werd geboren te Rotterdam op 4 december 1913 als eerste zoon van de apotheker Hendrik Cohen en Flora Polak (Rotterdam, 7 juli 1885 - Bergen-Belsen, 4 maart 1945). De grootvader van vaderszijde was Eliazar Cohen, koopman in lompen, gehuwd met Rosetta Rijs. Dolf Cohen werd vernoemd naar zijn grootvader van moederszijde, Adolf Polak (Rotterdam, 1845 - Rotterdam, 1905), gehuwd met Elisabeth Engers (Rotterdam, 1854 - Westerbork, 1943). Twee-en-half jaar later kreeg Dolf een jongere broer, Ernst Max Cohen (Rotterdam, 26 mei 1916 - 21 december 2003).
Een groot voorbeeld voor het gezin was de broer van moeder, Nico Jacob Polak (1887-1948), een van de eerste studenten aan de Rotterdamsche Handelshoogeschool en later hoogleraar en rector magnificus van deze instelling. Dolf bezocht het Erasmiaansch Gymnasium en schreef zich daarna in als student geschiedenis aan de Rijksuniversiteit Leiden. In hetzelfde jaar was zijn vader toegelaten als privaatdocent in de geschiedenis van de farmacie. Als zodanig leverde hij een bijdrage aan een reeks voordrachten over de cultuurgeschiedenis. Dolf woonde als eerstejaars student ook de voordracht van zijn vader bij.
Cohen promoveerde in 1941 bij Johan Huizinga op het proefschrift Visie op Troje van de Westerse middeleeuwse geschiedschrijvers tot 1160. Van 1941 tot 1942 werkte hij als leraar aan het lyceum voor Joodse leerlingen te Haarlem. Hij overleefde de Holocaust door onder te duiken. Na de Tweede Wereldoorlog was hij tot 1959 werkzaam bij het Rijksinstituut voor Oorlogsdocumentatie. Van 1960 tot 1976 was hij hoogleraar in de Geschiedenis der Middeleeuwen en haar hulpwetenschappen aan de Rijksuniversiteit Leiden. De titel van zijn oratie luidde: Otto van Freising als geschiedschrijver van zijn tijd. Van 1972 tot 1976 was hij tevens rector magnificus.

## Onderscheidingen
Dolf Cohen was ridder in de Orde van de Nederlandse Leeuw.

## Privé
Dolf Cohen was getrouwd met Henriëtte Koster. Ze kregen twee zoons: Floris Cohen (wetenschapshistoricus) en Job Cohen (oud-burgemeester van Amsterdam en voormalig PvdA-partijleider).